# Ideal J
Ideal J, parfois typographié Idéal J, est un groupe de hip-hop français originaire du Val-de-Marne. Très actif dans les années 1990 et associé à la Mafia K'1 Fry, le groupe se dissout après l'assassinat, par des dealers, de Las Montana en 1999.

## Biographie
Ideal Junior est fondé en 1990 par Daddy Kery (actuel Kery James) avec quatre de ses amis Jessy Money, Rocco, Teddy Corona et Selim du 9.4. Il est plus connu sous le nom d'Ideal J, appelé ainsi en référence à leur jeune âge (13 ans) et au crew des « grands-frères », Ideal aujourd’hui connu sous le nom de Different Teep. Dès 1991, la formation monte sur scène lors de petits festivals organisés par la mairie. Le groupe sort en 1992 le maxi La vie est brutale qui traite d'injustice et de racisme. La même année, DJ Mehdi rejoint le groupe ; c'est lui qui compose désormais tous les instrumentaux. En 1993, Alter et Selim du 9.4 quittent Ideal J. Un différend avec leur producteur les empêche de sortir un album. Ils enchaînent donc les concerts avec Alariana, label créé pour l'occasion par des amis. Cette situation dure jusqu'en 1994 quand, libérés de leur producteur, ils interviennent sur la bande originale du film Raï.
C'est en 1996 que le posse à l'occasion rebaptisé Ideal J avec Kery James, Teddy Corona et Rocco, publie enfin son premier album intitulé O'riginal MC's sur une mission, puis le deuxième album en octobre 1998, Le combat continue,. Les déboires du groupe ne sont cependant pas finis : le single Hardcore sera censuré en radio et le clip devra être refait avec des images plus soft. La chanson atteint la 67e place des classements musicaux français.
À l'occasion de la sortie du second album, Idéal J goûte pour la première fois à la notoriété. Invité des médias, porte-parole du milieu underground, Kery James fait passer ses messages avec parfois beaucoup de provocation (ses prises de position sur l'homosexualité et le show-business lui causeront quelques problèmes). Idéal J se produit à l'Élysée-Montmartre en 1999, pour ce qui restera leur dernier concert. Las Montana décédant dans des conditions tragiques en 1999, Kery James le leader naturel du groupe décide de mettre un terme à sa carrière. DJ Mehdi, ancien DJ du groupe, commence une carrière solo. Il sort un premier album aux tendances électro. Kery James s'implique de plus en plus dans la communauté musulmane. Il en devient un fervent défenseur et décide alors de mettre le Rap entre parenthèses.
La fin du groupe est définitivement sonnée avec la sortie, en 2001, du premier album solo de Kery James Si c'était à refaire…, longue complainte sur sa vie, l'album revient brièvement sur un passé que Kery James essaie d'oublier. Plus tard, dans sa chanson La mort qui va avec, il déclare « Idéal J s’est éteint avec le DJ Mehdi. »

## Apparitions
- 1991 : Daddy Kery feat. MC Solaar et Daddy Mory et Big Red  - Ragga Jam (sur l'album Qui sème le vent récolte le tempo de MC Solaar)
- 1991 : Ideal J - Danse avec moi (clip M6/RapLine)
- 1994 : Different Teep et Ideal J - Le Ghetto (Original version) (sur la compilation Sortir du tunnel)
- 1995 : Ideal J - Mauvais garçon (sur la bande originale du film Raï)
- 1995 : Ideal J - Ce soir, on est down (sur la bande originale du film Raï)
- 1996 : Le T.I.N et Weedy feat. Kery James - Au-delà du réel (sur l'album Guet-Apens du T.I.N et Weedy)
- 1997 : Ideal J - Orly City Bronx (sur la mixtape Invasion)
- 1997 : Ideal J - Attaque/Contre-attaque (sur la mixtape Invasion)
- 1997 : Ideal J - Cash Remix (sur la compilation L 432)
- 1997 : Ideal J feat. Rohff, 113, Sayd des Mureaux et Stor-K - Dans ta race (sur la compilation L'invincible armada)
- 1997 : Ideal J feat. 113 et Intouchable - La voie que j'ai donnée à ma vie (sur la compilation Nouvelle Donne)
- 1997 : 2 Squatt feat. Kery James - Wech!! (sur l’album Survivre)
- 1998 : Rohff feat. Ideal J, 113 et Manu Key - Trainer la nuit (sur la compilation Opération freestyle)
- 1999 : Prodige Namor feat. Kery James - L'année de tous les dangers (sur l'album L'heure de vérité de Prodige Namor)
- 1999 : Daomen feat. Kery James - J'émerge (sur l'album Underground Classic de Daomen)